# Рыбенсдорфская волость
Рыбенсдорфська волость — историческая административно-территориальная единица Острогожского уезда Воронежской губернии с центром в слободе Рыбенсдорф.
По состоянию на 1885 год состояла из 2 поселений, единой сельской общины. Населения — 2294 лица (1105 мужского пола и 1189 — женской), 267 дворовых хозяйств.
| Площадь, десятин      | В том числе пахотной, дес. |      |
| --------------------- | -------------------------- | ---- |
| Сельских общин        | 3420                       | 2391 |
| Частной собственности | 24                         | 21   |
| Другой собственности  | —                          | —    |
| В общем               | 3444                       | 2412 |

Крупнейшие поселения волости на 1880 год:
- Рибенсдорф — бывшая колониальная слобода при реке Тихая Сосна за 6 вёрст от уездного города, 2151 лицо, 248 дворов, лютеранская церковь, школа, 9 паточних заводов, 7 маслобієнь, 16 ветряных мельницы.